# Frank Aguiar
Francineto Luz de Aguiar (Itainópolis, 18 de setembro de 1970), mais conhecido como Frank Aguiar, é um cantor, compositor, instrumentista, empresário, apresentador e político brasileiro.

## Carreira

### Música
Em 1992, gravou seu primeiro disco. Até 2001, sua banda de apoio contava com o próprio nos teclados e voz, as irmãs Simone & Simaria nos vocais, o saxofonista Baixinho do Sax e o acordeonista Pom-Pom. Depois disso, Frank Aguiar ampliou sua banda e trocou os teclados pelo violão.

### Televisão
Em 8 de dezembro de 2013, estreou seu próprio programa na RedeTV!, o Frank Aguiar e Amigos, aos domingos a partir das 14h30. Partiu do interesse da emissora em entrar na disputa pela audiência com as demais redes, já que antes eram exibidos telecultos no horário, e do próprio cantor, por querer expandir suas áreas de atuação profissional e ter uma melhor visibilidade perante o mercado. O programa era uma versão do seu já existente e reconhecido programa de rádio homônimo e tem foco na música brasileira em geral e quadros de apelo popular.
No ano de 2015, apresentou o programa Frank Aguiar e Amigos na Rede Meio Norte em Teresina.
Em 2018, Frank Aguiar participou de um episódio da primeira temporada do talent show Bancando o Chef, exibido pela RecordTV. Neste episódio, Frank Aguiar enfrentou a jornalista e apresentadora Renata Alves e terminou como vice-campeão da competição.
Apresenta desde 7 de maio de 2024 a atração Aqui tem Nordesdepela Tv Aparecida.

### Política
Aguiar foi eleito deputado federal em 2006 pelo estado de São Paulo para a legislatura 2007–2011. Foi filiado ao Partido Trabalhista Brasileiro (PTB) e cogitado para substituir o cantor e compositor Gilberto Gil no Ministério da Cultura.
Em 2008, lançou sua candidatura a vice-prefeito de São Bernardo do Campo na chapa de Luiz Marinho (PT), se elegendo no segundo turno com o apoio de Alex Manente, do Partido Popular Socialista (PPS) e de Evandro de Lima, do PTB, da coligação São Bernardo de Todos, cujo mote eleitoral foi "Esta mudança inclui você!".
Em 2012, lançou sua candidatura à reeleição para vice-prefeito de São Bernardo do Campo na chapa de Luiz Marinho.
Em 2014, lançou sua candidatura à deputado federal por São Paulo pelo Partido do Movimento Democrático Brasileiro (PMDB), mas sofreu sua primeira derrota nas urnas. O cantor recebeu 26.013 votos, insuficientes para a eleição do cargo e atribuiu a falsas denúncias.
Em 2018, Aguiar se candidatou ao Senado pelo Piauí, desta vez pelo Partido Republicano Brasileiro (PRB). O candidato obteve 151.269 votos, ou 5,04% dos votos válidos, mas acabou ficando em quinto lugar.

## Vida pessoal
É bacharel em Direito e pós-graduando em ciências humanas.
O artista tem quatro filhos, frutos de seus quatro casamentos: Breno, filho de Renata Banhara, Ítalo, filho de Fernanda, Luma, filha de Andréa, e Valentina, filha de Aline.
Desde 2018 está casado com Caroline Isabel Santos Luz Aguiar, 21 anos mais nova que ele, com quem se uniu após cinco meses de namoro.

## Discografia

### Álbuns de estúdio
- Tudo por Amor (1993)
- Volte Outra Vez (1993)
- Tempos de Viagem (1995)
- Um Show de Forró (1996)
- Frank Aguiar Vol. VI (2000)
- Minha Prenda Vol. VII (2001)
- Frank Aguiar Vol. VIII (2002)
- Nota 10 (2003)
- Coração (2005)
- Sou Brasileiro (2006)
- Interpreta Grandes sucessos (2007)
- Carimbó (2008)
- Daquele Jeito (2009)
- Vai Dar Tudo Certo (2011)

### Coletâneas
- 10 Anos Vol. 1 (2005)
- 10 Anos Vol. 2 (2005)
- Frank Aguiar Interpreta Grandes Sucessos (2007)
- O Melhor de Frank Aguiar (2016)

### Álbuns ao vivo
- Um Show de Forró (1997)
- Um Show de Forró Vol. II, ao Vivo (1998)
- Um Show de Forró Vol. III (1998)
- Um Show de Forró Vol. IV (1999)
- Um Show de Forró Vol. V (2000)
- Frank Aguiar Auu!... Vivo (2003)
- Frank Aguiar - 10 Anos (2004)
- 20 Anos (2012)
- Safadin (2013)
- O Cãozinho dos Teclados (2015)
- São João: Me Chamando Pra Dançar (2019)

### Videografia
- 10 Anos ao Vivo (2005)
- 20 Anos (2012)
- O Cãozinho dos Teclados - 25 Anos Ao Vivo (2017)